# T40/M9驅逐戰車

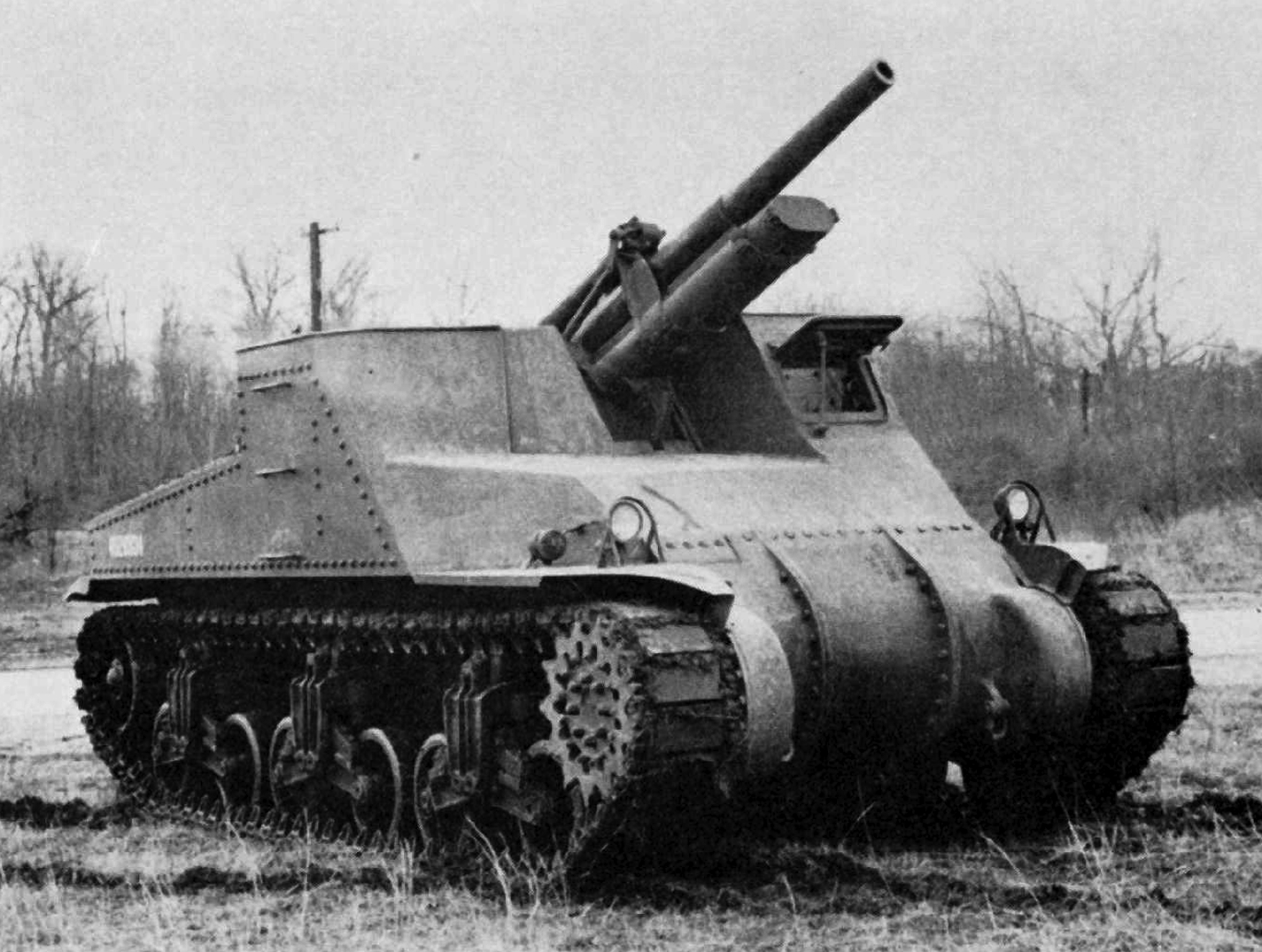
T40型（M9）3英吋火炮載具。

T40型3英吋火炮載具（英語：3" Gun Motor Carriage T40），正式量產型號為M9，是一款美國於第二次世界大戰早期所使用的驅逐戰車。它的主要武裝為一門3英吋M1918反坦克炮，並使用M3李戰車的底盤。

## 歷史
T40是鮑爾溫機車廠於1941年以T24原型車所建造的驅逐戰車，使用M3李戰車的底盤。1941年12月，由於日本向美國宣戰，當時亟需驅逐戰車的美國陸軍匆忙下訂了1000輛T40，並賦予其M9的正式編號。然而，生產於1942年8月被終止，主要原因是軍械委員會不信任T40的設計，而驅逐戰車委員會則認為T40過於緩慢，而且當時僅有約30門M1918反坦克炮可以被拿來生產車輛，量產速度勢必會因此下降。

## 註記與參考資料
1. ↑  Zaloga p6-7

- https://web.archive.org/web/20120103004141/http://www.wwiivehicles.com/usa/tanks-medium/m3.asp
- Steven J Zaloga M10 and M36 Tank Destroyers 1942-53 Osprey